# První pětiletka (Československo)

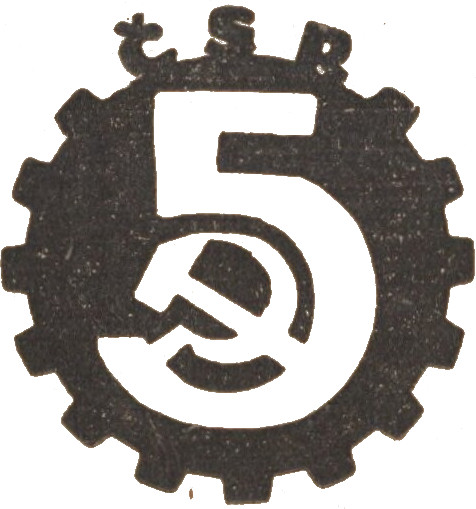
Znak pětiletky

První pětiletka v Československu byl ekonomický plán rozvoje a probíhal v letech 1949 až 1953. Jeho hlavním úkolem bylo odstranit nerovnoměrnosti ve výrobě na území Československa. V plánu bylo rozložit rovnoměrně výrobu na území státu, upravit předimenzovaný textilní průmysl a zajistit větší samostatnost po pádu obchodu se západními zeměmi, hlavně s Německem. Plánovací komise považovala již od začátku zvýšení podílu průmyslu za klíč k dosažení vyspělosti země. První pětiletka byla výrazně ovlivněna založením RVHP v lednu 1949 a militarizací. Právě kvůli militarizaci byl stále neúměrně navyšován pětiletý plán, který tak nemohl být splněn.

## Zhodnocení dvouletky
Pětiletý plán měl navazovat na zkušenosti získané v dvouletém plánu v letech 1946 až 1948. Proto byla před započetím pětiletky provedena bilance dvouletky.

### Splněno v odvětvích
Plán dvouletky měl obnovit narušené hospodářství v době druhé světové války. V oblasti průmyslu byl plán splněn, již v prvních 18 měsících na 101 %. V oblasti těžby byla na prvních 18 měsíců plánovaná těžba 25,3 mil tun kamenného a 33,6 mil tun hnědého uhlí. Tento plán se podařilo splnit na 100,1 % (25,2 mil tun kamenného a 34,2 mil tun hnědého uhlí). V oblasti hutnictví se dokonce podařilo překročit plán, neboť se podařilo vyrobit 2,2 mil tun surového železa (oproti plánu 2 mil tun) a 3,6 mil tun surové oceli (naplánováno bylo jen 3,4 mil tun, splněno na 107 %). Co se týče dopravy, zde byl také plán splněn na výbornou.

### Nesplněno v odvětvích
Ne v každém odvětví se podařilo plán splnit, například v zemědělství, potravinářství, stavebnictví a dopravě. V zemědělství bylo naplánováno sklidit 147 000 vagónů pšenice, avšak podařilo se sklidit jen 85 360 vagónů (splnění plánu pouze na 58 %), 914 000 vagónů brambor, ale podařilo se sklidit jen 467 776 vagónů (splnění plánu na 51 %). Za prvních pět měsíců bylo v plánu získat 80 000 tun hovězího, avšak vyprodukovalo se pouze 46 327 tun (splnění plánu na 58 %). Vepřového maso se vyprodukovalo jen 54 % a mléka pouze 62 %. Plánovací komise tento neúspěch přisuzovala nejen snížení počtu dojnic, ale také snížení produkce mléka na 1 dojnici. Nesplnění plánu v oblasti zemědělství způsobilo nesplnění plánu v oblasti potravinářství (pouze na 77 % v roce 1947 a na 82,2 % v roce 1948). Celkové škody kvůli nesplněnému plánu vyčíslila plánovací komise na cca 15 mld. Kč. Ve stavebnictví se investice podařilo splnit jen na 70 % a postavilo se jen 47 % plánovaných bytů.

### Dovoz potravin
Nesplnění plánu mělo vliv na životní úroveň lidu. Komunistická vláda tak musela zajistit dovoz potravin v nebývalé výši. V letech 1947 až 1948 se dovezlo víc potravin než v minulých letech, téměř o 7,5 miliardy korun. Ze Sovětského svazu se dovezly potraviny za skoro 6,5 mld korun, ten také poskytl Československu finanční půjčku ve výši 1,2 miliardy korun na část nákladů na tento dovoz potravin.

## Hlavní úkoly pětiletého plánu
| „                                  | Pětiletý plán musí zajistiti další podstatné zvýšení životní úrovně všech vrstev pracujícího lidu měst i venkova a na této základně upevnit svazek dělníků, rolníků inteligence a středních vrstev městských. Tohoto úkolu je možno dosíci jenom plným rozvojem našeho hospodářství, jeho další výstavbou i částečnou přestavbou. Jenom takovýto plný rozvoj našeho hospodářství nám může zajistit stoupající životní úroveň. | “ |
| — Klement Gottwald, 10. října 1947 | |   |

Vzestup národního důchodu měl být až o 48 % a nejdůležitějším předpokladem bylo zvýšení produktivity práce. Průmyslová výroba měla stoupnout až o 57 % a zemědělství o 37 %. Tato výrazná změna si vyžádala orientaci československého hospodářství na kovoprůmysl, zejména pak těžké strojírenství či průmysl chemický. Velké změny nastaly i v textilním, keramickém a sklářském průmyslu.

### Plán podle odvětví

#### Průmysl a řemeslo

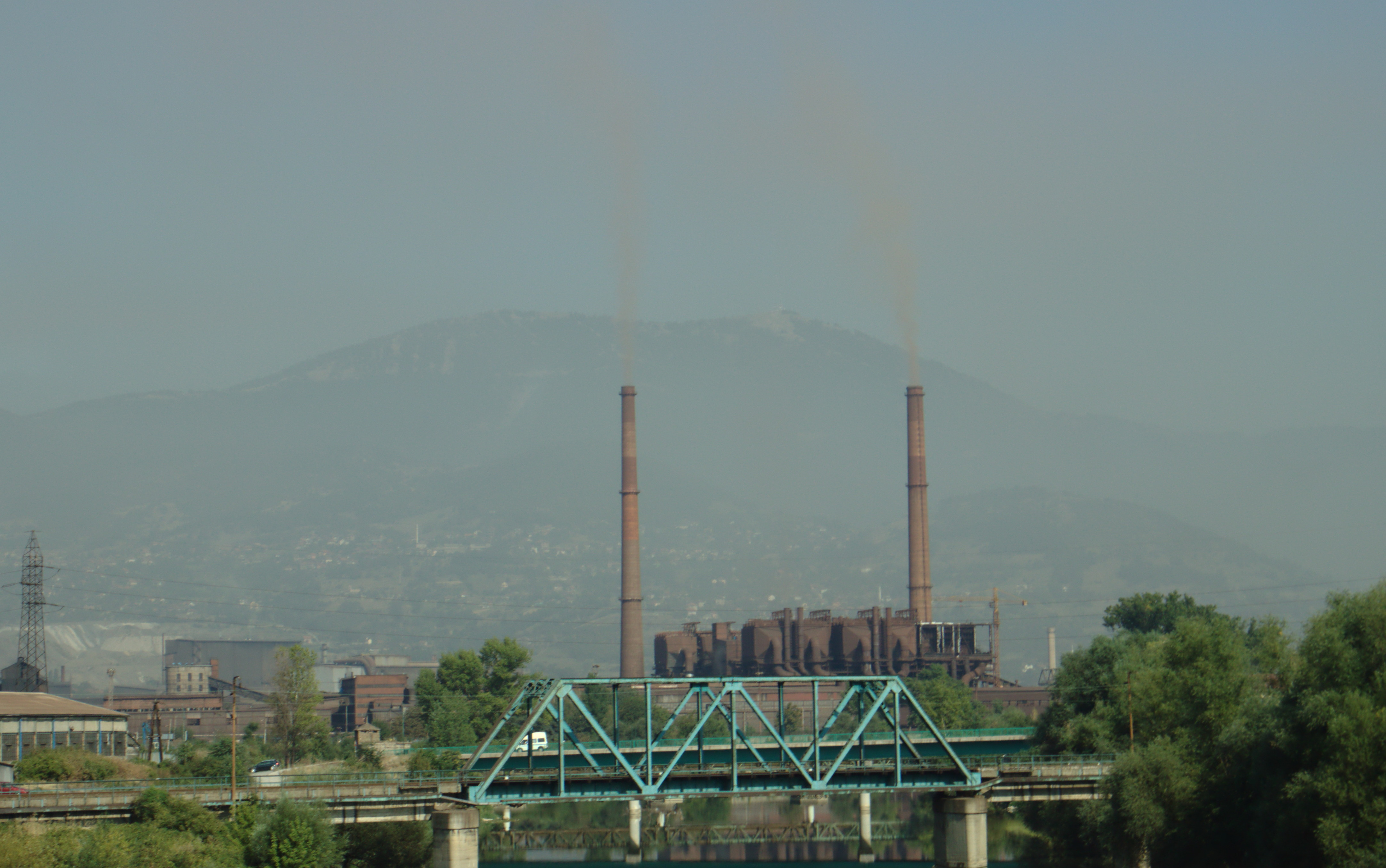
Krajina s těžkým průmyslem

Pětiletý plán v oblasti průmyslu měl rozšířit průmyslovou výrobu, její hrubá hodnota se měla zvýšit o 57 %. Skladba našeho průmyslu se měla zaměřit především na kovoprůmysl, hutnictví a chemii. Toho mělo být dosaženo zvětšením počtu osob pracujících v těchto oborech o 254 000 osob a zvýšením produktivity práce až o 32 %.

#### Zemědělství a lesnictví

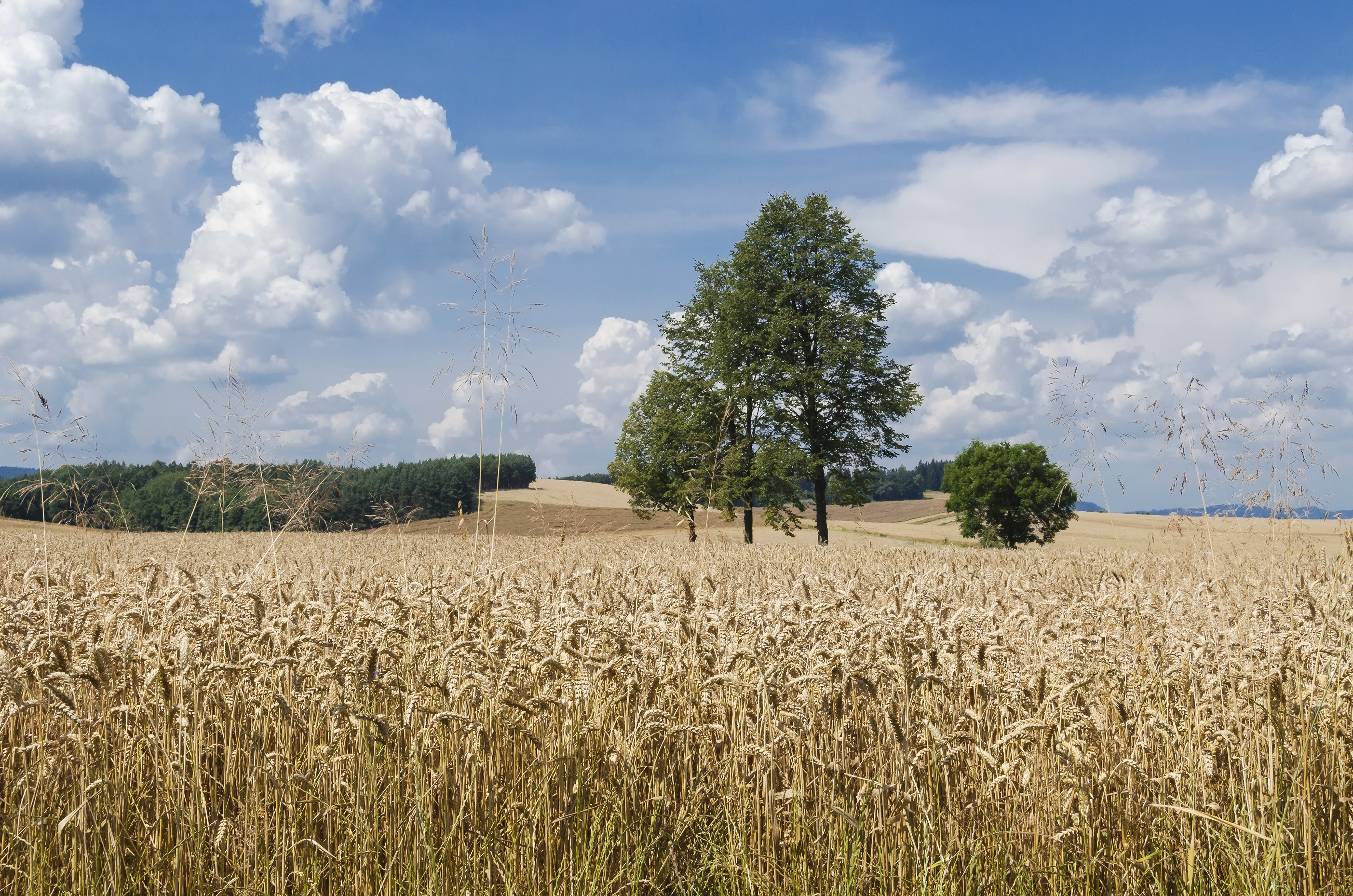
Krajina s rozsáhlými lány

Hlavním úkolem zemědělství bylo zintenzivnění výroby a zabezpečení hodnotnější výživy obyvatelstva. Toho se mělo dosáhnout zvýšením živočišné výroby o 86 %. Dosáhnout se toho mělo především větší mechanizací výroby a velkými státními investicemi (26,8 mld. korun).

#### Stavebnictví
Stavební činnost se měla zvýšit o 130 % a celková hodnota stavebních prací měla dosáhnout 17 mld korun. Dalším znárodňováním měl státní stavební sektor dosáhnout 4/5 celkového stavebního podílu v Československu. Stát tak měl zajišťovat a zodpovídat za většinu stavebních prací. To předpokládalo zvýšení počtu stavebníků z 210 000 na 315 000. Dosáhnout se toho mělo převedením zaměstnanců z úřadů.

#### Doprava
Doprava měla za úkol bez problémů přepravit zvýšenou výrobu surovin a produktů. Zároveň se měla zvednout kvalita přepravy.

### Plán podle oblastí
Zatímco dvouletý plán měl za úkol, aby z méně rozvinutých oblastí neodcházeli obyvatelé, pětiletý plán se snažil o rovnoměrné rozložení průmyslu po celé republice.

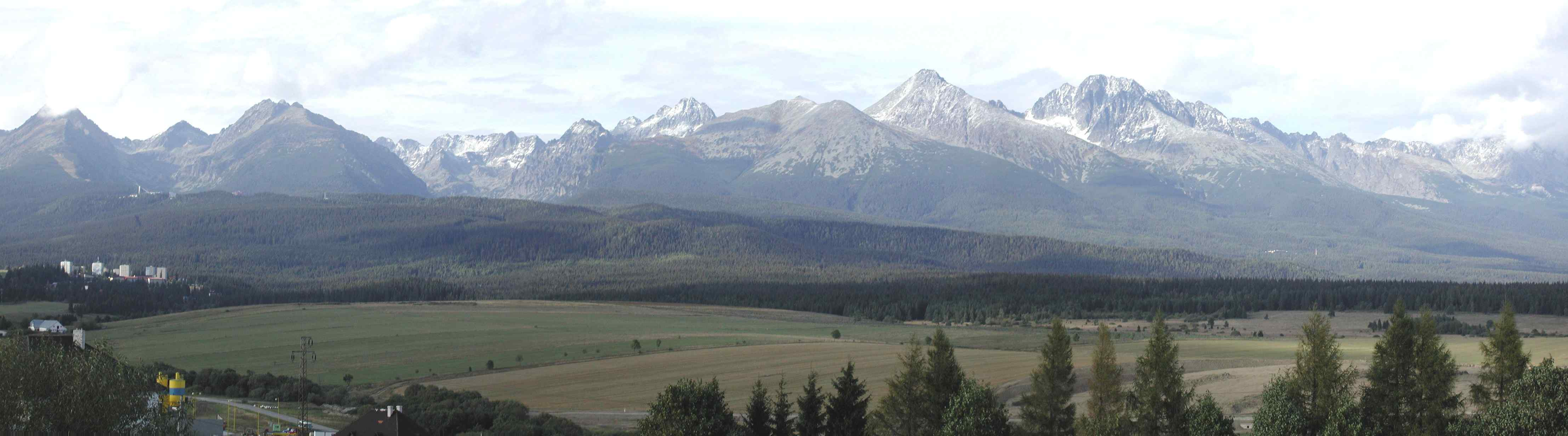
Hornatá krajina Slovenska

#### Hospodářský rozvoj Slovenska
Základním úkolem bylo dosažení hospodářské a sociální úrovně Slovenska na úroveň českých zemí. Hlavním předpokladem bylo zprůmyslnění Slovenska a současné zvyšování produktivity práce v zemědělské výrobě. Tomuto plánu měly pomoci vysoké státní investice (96,2 mld korun). Plán zahrnoval industrializaci, kde byl kladen důraz na budování energetické základny s využitím vodních sil. Produktivita zemědělství se měla zvýšit pomocí lepšího využití mechanizace. Vysoké investice měly být použity v dopravě, ve stavebnictví, na rozvoj kultury a školství.

#### Rozvoj jednotlivých oblastí
Československé hospodářství bylo nerovnoměrně rozloženo. Na jedné straně se vytvořily silné oblasti s vysokou mírou průmyslové výroby a na druhé straně oblasti, které zaostávaly v průmyslu, zemědělství, ale i v oblastech sociálních, kulturních a zdravotních. Na odstranění tak velkých rozdílů první pětiletka nestačila, měla se hlavně zabývat přebudováním průmyslu s důrazem na těžké strojírenství.

## Navýšení pětiletého plánu
Vzhledem ke geografické poloze ve středu Evropy a blízkosti vojenských základen zemí NATO při západní hranici Československa měl Sovětský svaz eminentní zájem o rozšíření vojenského potenciálu Československa. V průběhu pětiletky se prosazovaly prvky válečné ekonomiky, což urychlilo probíhající centralizaci hospodářství. Přezbrojení a těžba uranové rudy dostaly prioritu a promítaly se do rozmisťování investic, pracovních sil a bytové výstavby. Přes obavy o schopnosti Československa čelit vojenskému střetnutí se silami NATO nepřikročilo sovětské vedení k rozmístění svých jednotek na československém území. Spokojilo se s navýšením počtu vojáků v armádě, v roce 1949 bylo v armádě 110 tisíc vojáků a v roce 1953 již 230 tisíc vojáků, tedy více než dvojnásobek.

## Výsledky pětiletky
Z důvodů militarizace státu a měnové reformy byl pětiletý plán z roku 1948 v roce 1951 navýšen. Splnit se jej však nepodařilo.
| Ukazatel                       | Plán na rok 1953 v letech 1948 a 1951 v % | Plán na rok 1953 v letech 1948 a 1951 v % | Reálné splnění plánu v roce 1953 v % |
| ------------------------------ | ----------------------------------------- | ----------------------------------------- | ------------------------------------ |
| Ukazatel                       | 1948                                      | 1951                                      | 1953                                 |
| Národní důchod                 | 148                                       | 170                                       | 159                                  |
| Zemědělská výroba              | 137                                       | 153                                       | 117                                  |
| z toho: rostlinná výroba       | 111                                       | 142                                       | 115                                  |
| živočišná výroba               | 186                                       | 171                                       | 118                                  |
| Průmyslová výroba              | 157                                       | 198                                       | 193                                  |
| z toho: těžký průmysl          | 170                                       | 233                                       | 219                                  |
| lehký průmysl                  | 150                                       | 173                                       | 166                                  |
| potravinářský průmysl          | ×                                         | 173                                       | 183                                  |
| těžba uhlí                     | 135                                       | 149                                       | 133                                  |
| těžba železné rudy             | ×                                         | 363                                       | 164                                  |
| výroba elektřiny               | 150                                       | 173                                       | 165                                  |
| hutní průmysl                  | 149                                       | 178                                       | 203                                  |
| kovoprůmysl                    | 193                                       | 267                                       | 323                                  |
| chemický průmysl               | 162                                       | 210                                       | 238                                  |
| textilní průmysl               | 168                                       | ×                                         | 139                                  |
| kožedělný a kožešnický průmysl | 143                                       | ×                                         | 119                                  |
| Průmyslová výroba na Slovensku | 175                                       | 268                                       | 228                                  |
| Stavební výroba                | 230                                       | 300                                       | 230                                  |
| Produktivita práce             |                                           |                                           |                                      |
| v těžkém průmyslu              | 132                                       | 164                                       | 167                                  |
| v lehkém průmyslu              | ×                                         | 159                                       | 179                                  |
| ve stavebnictví                | 153                                       | 160                                       | 152                                  |